# 加夫列爾·安東尼奧·佩雷拉
加夫列爾·安東尼奧·佩雷拉（Gabriel Antonio Pereira，1794年3月17日—1861年4月14日），烏拉圭政治人物，曾兩度擔任總統。他還于1830年至1831年期間担任财政部长，1833年至1834年、1836年和1839年三度担任乌拉圭参议院议长。